# Аполлоніна Тетяна Олександрівна
Тетяна Олександрівна Аполлоніна (нар. 25 серпня 1987, Івано-Франківськ, Українська РСР, СРСР) — українська футболістка і футзалістка, захисниця. Майстер спорту України з футболу.

## Життєпис
Футболом почала займатися з 2003 року. Футбольну кар'єру розпочала в «Нафтохіміку». У чемпіонаті України дебютувала 2004 року. У футболці калуського клубу вигравала чемпіонат України, зіграла 41 матч у Вищій лізі.
У 2008 році перейшла до «Іллічівки». Дебютувала у складі маріупольського клубу 6 травня 2008 року в програному (1:2) домашньому поєдинку 1-о туру Вищої ліги проти «Житлобуду-1». Тетяна вийшла в стартовому складі та відіграла увесь матч. Дебютними голами у футболці «Іллічівки» відзначилася 22 жовтня 2008 року на 57-й та 75-й хвилині переможного (4:0) виїзного поєдинку 22-о туру чемпіонату України проти «Донеччанки». У сезоні 2010 року виступала не лише в захисті, а й періодично виходила на позиції півзахисниці, виконувала функцію «штатного пенальтиста» команди, завдяки чому відзначилася 6-а голами. Загалом же в складі маріупольського колективу у Вищій лізі зіграла 43 матчі та відзначилася 8-а голами.
У 2011 році підписала контракт з «Легендою». Дебютувала в складі чернігівського клубу 15 травня 2011 року в переможному (5:0) домашньому поєдинку 3-о туру Вищої ліги проти «Ятраня-Берестівця». Аполлоніна вийшла на поле в стартовому складі та відіграла увесь матч. У команді провела два сезони, зіграла 23 матчі у Вищій лізі чемпіонату України. У 2011 році разом з «Легендою» зіграла в 3-х матчах жіночої Ліги чемпіонів.
У 2013 році приєдналася до «Житлобуду-1», за який дебютувала 25 квітня того ж року в переможному (3:0) домашньому поєдинку 1-о туру Вищої ліги проти «Нафтохіміка». Тетяна вийшла на поле в стартовому складі та відіграла увесь матч. Дебютним голом за «Житлобуд-1» відзначилася 6 жовтня 2014 року на 54-й хвилині (реалізувала пенальті) переможного (8:0) домашнього поєдинку 4-о туру чемпіонату України проти «Родини-Ліцею». Аполлоніна вийшла на поле в стартовому складі та відіграла увесь матч. У 2015 році не зіграла жодного матчу в чемпіонаті України, проте вже наступного року знову виходила на поле у футболці харківської команди. У складі «Житлобуду-1» у чемпіонаті України зіграла 34 матчі та відзначилася 2-а голами. Двічі вигравала чемпіонат країни та три рази ставала володаркою кубку України. Тричі брала участь у розіграшах жіночої Ліги чемпіонів, в яких загалом зіграла 8 матчів.
У 2017 році підсилила ДЮСШ № 3. Єдиний матч (програний, 0:7) у Першій лізі зіграла 7 травня 2017 року в рамках першого туру проти володимир-волинського «Ладомира». Тетяна вийшла на поле в стартовому складі та відіграла увесь матч, а на 18-й хвилині не реалізувала пенальті.
Напередодні старту сезону 2017/18 років підсилила «Ладомир». Дебютувала за володимир-волинський клуб 25 серпня 2017 року в програному (1:4) домашньому поєдинку 2-о туру Вищої ліги проти «Ятраня-Берестівця». Аполлоніна вийшла на поле в стартовому складі та відіграла увесь матч. Дебютним голом у складі «Ладомиру» відзначилася 10 серпня 2018 року на 90+1=й хвилині програного (1:4) виїзного поєдинку 2-о туру чемпіонату України проти ФК «Злагода-Дніпро-1». Тетяна вийшла на поле в стартовому складі та відіграла увесь матч. У команді також виконує функції другого граючого тренера.

## Досягнення
«Нафтохімік»
- Вища ліга чемпіонату України
  -  Чемпіон (1): 2007
  -  Бронзовий призер (1): 2006

«Іллічівка»
- Вища ліга чемпіонату України
  -  Бронзовий призер (2): 2009, 2010

«Легенда»
- Вища ліга чемпіонату України
  -  Срібний призер (1): 2011

- Кубок України
  -  Фіналіст (1): 2011

«Житлобуд-1»
- Вища ліга чемпіонату України
  -  Чемпіон (2): 2013, 2014
  -  Срібний призер (1): 2016

- Кубок України
  -  Володар (3): 2013, 2014, 2016